# Бала Ораза
Бала Ораза (каз. Бала Ораз ауылы, до 2006 г. — Кана́л) — село в Махамбетском районе Атырауской области Казахстана. Входит в состав Актогайского сельского округа. Код КАТО — 235634200.

## Население
В 1999 году население села составляло 56 человек (33 мужчины и 23 женщины). По данным переписи 2009 года, в селе проживали 54 человека (29 мужчин и 25 женщин).